# Suleiman Jasir Al-Herbish

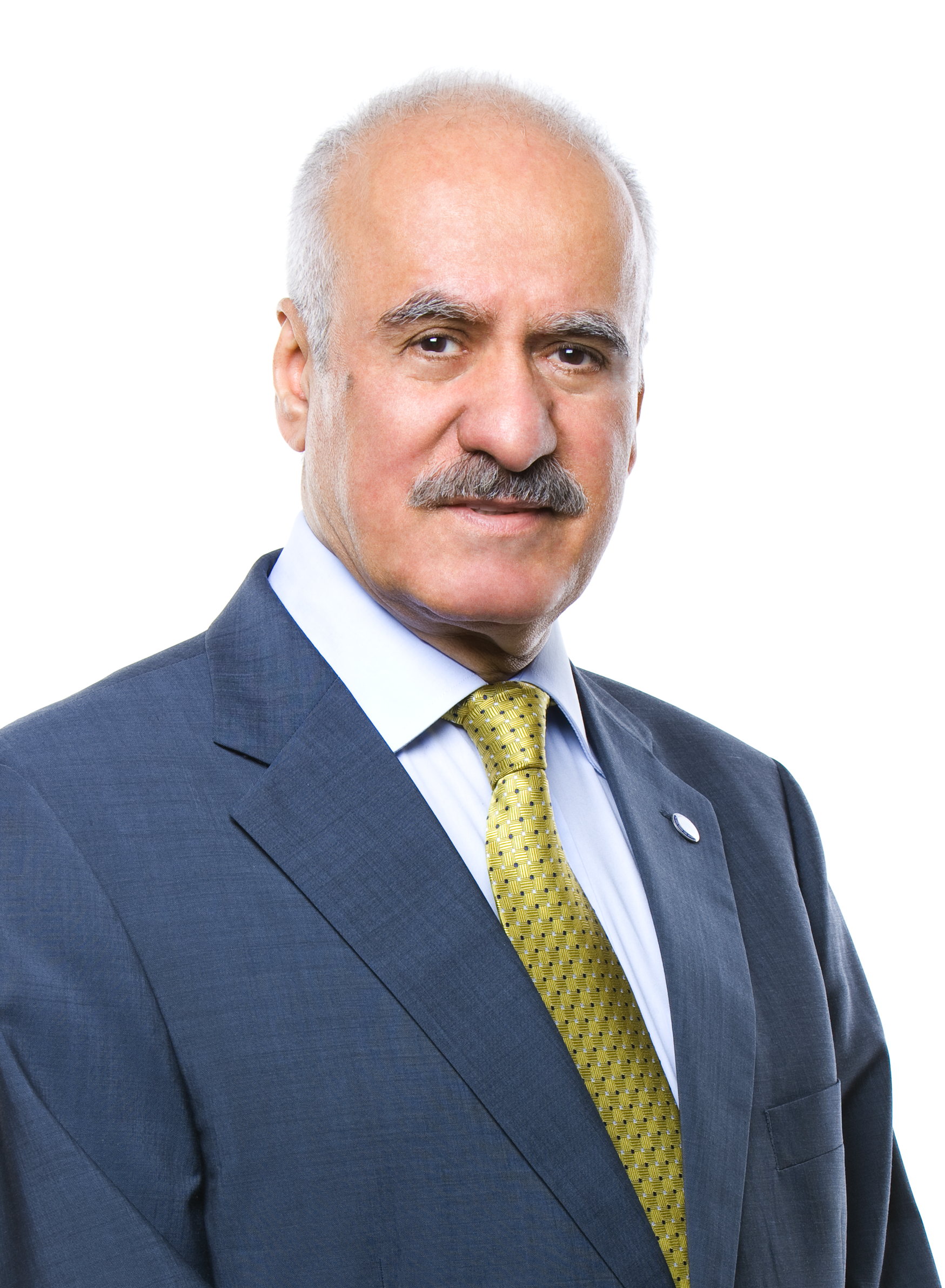
Suleiman Jasir Al-Herbish, Wien 2011

Suleiman Jasir Al-Herbish (arabisch سليمان بن جاسر الحربش, DMG Sulaimān b. Ǧāsir al-Ḥarbaš, * 6. November 1942 in ar-Rass, Saudi-Arabien) ist der derzeitige Generaldirektor des in Wien ansässigen OPEC-Fonds für Internationale Entwicklung (OFID). Im November 2013 trat er seine dritte Amtsperiode an; welche jeweils fünf Jahre beträgt.

## Ausbildung
Suleiman Jasir Al-Herbish studierte Wirtschaftswissenschaft und Politik an der Universität Kairo, wo er 1966 das B.A.-Examen ablegte. Sein Studium der  Volkswirtschaftslehre in den USA schloss er 1974 an der Trinity University in San Antonio, Texas, mit dem Master-Examen ab. 1978 belegte er Kurse über The Economics of Oil Transportation in London.

## Anstellung bei OFID
Suleiman Jasir Al-Herbish ist seit 1. November 2003 der Generaldirektor und Geschäftsführer von OFID. Die Bekämpfung von Energiearmut weltweit ist eines seiner Hauptaugenmerke, was auch ein zentraler Bestandteil von OFIDs Darlehensprogramm 2011–2013 ist.
Im Jahr 2010 beaufsichtigte Al-Herbish ein Partnerschaftsabkommen mit der Weltbank, der Andean Development Corporation (CAF) und dem Internationalen Fonds für landwirtschaftliche Entwicklung (IFAD). Ein weiteres Abkommen fand im Mai 2011 mit der Asiatischen Entwicklungsbank (ADB) statt.
Vor seinem Amtseintritt als OFID Generaldirektor, diente er 13 Jahre lang als OPEC-Gouverneur für Saudi-Arabien.

## Auszeichnungen und Ehrungen
- Ehrendoktorat der Universidad Amazónica de Pando (Bolivien, 2018)
- Lifetime Achievement Award für das Engagement zu Diensten der Organisation der Erdöl exportierenden Länder (Qatar, 2017)
- Großes Goldenes Ehrenzeichen für Verdienste um das Land Wien (Österreich)[3]
- National Order of Merit (Elfenbeinküste)
- Großes Silbernes Ehrenzeichen am Bande für Verdienste um die Republik Österreich
- Golden Medal of Merit and Excellence (Palästina)
- Order of the Two Niles, 1. Klasse (Republik Sudan)
- Medal of National Recognition (Mauretanien)
- Ritter des l’Ordre National (Burkina Faso)
- Kommandeur des Wissam Al Alaoui (Marokko)
- Kommandeur des l’Ordre National Ivoirien (Elfenbeinküste)
- Anania Shirakatsi Medal (Armenien)
- Prix de la Fondation (Monaco)
- Congressional Medal of Achievement (Philippinen)[4]

Quelle: